# Teresa Drozda
Teresa Katarzyna Drozda (ur. 24 stycznia 1975 we Wrocławiu) – polska dziennikarka radiowa. Prowadzi autorskie audycje kulturalne, zajmuje się też radiowym reportażem.

## Życiorys
Pracę w radiu rozpoczęła 1 października 1992 w Olsztynie. Współpracowała z Radiem Olsztyn, Radiem Bis, Programem 3 Polskiego Radia, Programem 1 Polskiego Radia i  Polskim Radiem RDC.
W Programie Trzecim Polskiego Radia od 1997 do 2000 prowadziła m.in. Powtórkę z Rozrywki, Pół perfekcyjnej płyty, Trójkę pod Księżycem. Od drugiej połowy lat dziewięćdziesiątych współpracowała z audycją Gitarą i piórem Janusza Deblessema, będąc jej współautorką i współprowadzącą. Okazjonalnie prowadziła Akademię Rozrywki.
Od 1997 do 2021 roku związana z Polskim Radiem RDC.  Prowadziła w nim audycję Czeski Kousek (poświęconą czeskiej muzyce, głównie poetyckiej i folkowej). Prowadziła na tej antenie Strefę Piosenki (od września 2013, poświęcona polskiej piosence poetyckiej, literackiej, autorskiej i aktorskiej), dawniej czwartkowe i później poniedziałkowe wydania Wieczoru RDC i Strefę Kultury – obie audycje poświęcone rozmowom na tematy kulturalne (w tym teatrowi i literaturze).
W 1998 roku założyła niekomercyjny serwis internetowy Strefa Piosenki – poświęcony piosence autorskiej i artystycznej.
Od 1997 prowadzi koncerty na festiwalach piosenki w Warszawie, Krakowie, Gorlicach i innych. Jest członkinią Rad Artystycznych Studenckiego Festiwalu Piosenki w Krakowie oraz Ogólnopolskiego Festiwalu Piosenki Kabaretowej OSPA w Ostrołęce.
Zasiada w Radzie Nadzorczej Fundacji Okularnicy.
Jest autorką tekstu piosenki „Na miarę” (muz. Ryszard Brączek), która w 2005 roku znalazła się na płycie Obok snów zespołu Galicja.
Od lutego 2021, po odejściu z Polskiego Radia, prowadzi podkast pod tytułem Drozdowisko.
Od września 2022 roku prowadzi podcast Teatru Muzycznego Capitol "Capitol na ucho", w którym rozmawia z aktorami i aktorkami Capitolu o teatrze i nich samych.

## Nagrody
- Podkaster 2022 roku[7]
- Nagroda im. Marka Kasza dla najlepszego dziennikarza Festiwalu Artystycznego Młodzieży Akademickiej FAMA’98;
- nagroda indywidualna FAMA’97;
- tytuł Finalistki II etapu Konkursu Stypendialnego im. Jacka Stwory 2005 – reportaż radiowy;
- III nagroda w Ogólnopolskim Konkursie Reportażystów i Realizatorów Radiowych „Dylematy Człowieka XXI wieku” – 2006.